# Orono (Minnesota)
Orono é uma cidade localizada no estado americano do Minnesota, no Condado de Hennepin.

## Demografia
Segundo o censo americano de 2000, a sua população era de 7538 habitantes.
Em 2006, foi estimada uma população de 7928, um aumento de 390 (5.2%).

## Geografia
De acordo com o United States Census Bureau tem uma área de 64,8 km², dos quais 41,6 km² cobertos por terra e 23,2 km² cobertos por água.

## Localidades na vizinhança
O diagrama seguinte representa as localidades num raio de 8 km ao redor de Orono.